# El hombre sin sombra
El hombre sin sombra (en inglés Hollow Man) es un thriller de ciencia ficción del año 2000 nominada a un premio Oscar por efectos visuales, protagonizada por Kevin Bacon, Elisabeth Shue y Josh Brolin, y dirigida por Paul Verhoeven. Este film es sobre un científico que se hace a sí mismo invisible, una historia que pudo ser inspirada por el libro de H. G. Wells El hombre invisible.

## Argumento
El Dr. Sebastian Caine (Kevin Bacon), un brillante megalómano biólogo molecular, trabaja en un suero de invisibilidad para los militares de EE. UU., así como en un medio para revertir el receptor para regresar de nuevo a la visibilidad. Caine ha trabajado en su proyecto durante los últimos cuatro años, y lleva a cabo sus experimentos con animales en el interior de un laboratorio secreto oculto de los militares y accesible sólo a él y a su personal. Su proyecto actual es revertir el efecto de invisibilidad en su sujeto de prueba, una gorila hembra llamada Isabelle. Una noche, mientras trabajaba hasta tarde en su escritorio intentando volver a configurar el modelo molecular de la proteína irradiada que volvería a Isabelle de nuevo a la visibilidad, resuelve el problema e informa rápidamente a los miembros de su equipo.
A pesar de trabajar en el suero prácticamente sin parar, aún encuentra tiempo para obsesionarse con su exnovia Linda McKay (Elisabeth Shue), otro científico de su equipo, que ha estado saliendo con otro de los miembros, Matt Kensington (Josh Brolin), sin que Sebastián lo sepa. 
El experimento se lleva a cabo con éxito y para celebrar, el grupo de investigación que también incluye a los veterinarios Sarah Kennedy (Kim Dickens) y Carter Abadía (Greg Grunberg), y los técnicos Frank Chase (Joey Slotnick) y Janice Walton (Mary Randle), sale a una cena donde Sebastián hace un brindis por el mejor equipo científico del mundo. 
Posteriormente el equipo espera ansiosamente obtener el permiso para comenzar las pruebas en seres humanos. En lugar de informar de su éxito a los militares, por miedo a que se apropiaran de su descubrimiento al que considera suyo, Sebastian inexplicablemente le miente al comité de supervisión, que incluye a su mentor el Dr. Howard Kramer (William Devane), y les dice que está cerca pero que necesita más tiempo. Sebastian decide probar el suero en sí mismo avisándole a su equipo, quienes muestran su desacuerdo.
Después de algunas dificultades iniciales, el procedimiento es un éxito. Unas diecisiete horas más tarde, Sebastián despierta con un dolor ocasionado por la luz, dándose cuenta de que él puede ver a través de sus párpados. Sebastián va a continuación descubriendo las ventajas de la invisibilidad. Pero cuando llega el momento de traerlo de vuelta a la visibilidad después de tres días la reversión no funciona correctamente y casi lo mata.
El equipo construye una máscara de látex para Sebastián para usarla en el laboratorio, una burda aproximación de apariencia humana. Durante este tiempo, Matt descubre una forma prometedora para hacer visible de nuevo a Sebastián. Una simulación por ordenador, Sebastián cree en su ego que Matt pensaba en matarlo y le reclama a Linda no dejarlo salir para encontrar de nuevo una nueva regresión. El aislamiento y la pena de prisión en el laboratorio comienzan a acabar con la paciencia de Sebastián así como con su cordura. Desobedeciendo las órdenes de Carter, Sebastián regresa a su apartamento. Allí por primera vez espía directamente a su vecina (Rhona Mitra) y luego la viola.
Sebastián regresa al laboratorio igual que los demás quienes estaban planeando ir tras él. Linda le advierte que si sale otra vez, ella y Matt le dirán a Kramer lo que hicieron. Sebastián no los escucha y utiliza algunos de los equipos de laboratorio para construir una grabación para capturar su forma de calor en sus habitaciones. La repetición de la imagen le hace creer a Frank de que todavía está en el laboratorio, cuando, en realidad, Sebastián está fuera espiando a Linda y Matt. Mientras  se enoja al descubrir su relación, el equipo pronto descubre que han estado viendo una grabación y que Sebastián ha salido sin su conocimiento, además este asesina en su ira a un perro que también estaba invisible por el suero.
Linda y Matt van a la casa de Kramer y confiesan sobre sus experimentos con Sebastián. Kramer se siente decepcionado, y les dice que están despedidos. A continuación, intenta llamar a los militares e informarles acerca de Sebastián y sus experimentos, pero en realidad Sebastián ha seguido a Linda y Matt a la casa de Kramer y luego lo ahoga en su propia piscina.
Al día siguiente, Sebastián espera hasta que todo el equipo este en el laboratorio, luego desactiva los teléfonos y todos los códigos de ascensor a excepción del suyo. Se quita la ropa y la máscara de látex y ya invisible, comienza a cazar a todos sus compañeros. Janice se queda atrás mientras el equipo busca a Sebastián y este la estrangula con tubos intravenosos.
Linda, Sarah, Matt, Carter y Frank se dan cuenta de lo que Sebastián está haciendo, dándose cuenta de que son los únicos que saben lo que se ha convertido, y que por lo tanto tiene la intención de matarlos a todos por temor a que lo delaten. Se esconden en el laboratorio, mientras que Matt y Carter toman las armas tranquilizantes para cazarlo en los pasillos vacíos utilizando imágenes termográficas gracias a gafas especiales. Matt dispara a una señal de calor que resulta ser de una salida de vapor. Cuando Matt se da la vuelta, Carter está siendo ahogado por Sebastián, quien está en la parte superior de un tubo. Matt intenta dispararle, pero Sebastián lanza a Carter hacia un borde dentado, que golpea a su arteria carótida. Sebastián casi mata a Matt, pero Linda lo salva.
Sarah y Frank encuentran al casi inconsciente y gravemente herido Carter. Sarah va al congelador para obtener sangre para una transfusión, pese a las advertencias de Frank. Sin embargo, allí se encontraba Sebastián. Ella rocía la sangre por todo el cuarto, haciéndolo visible. Sebastián la golpea y le dispara con su dardo tranquilizante con el que Sarah pretendía dispararle. Estando Sarah sedada, le rompe el cuello.
Linda y Matt encuentran a Frank a la espera de la transfusión pero terminan presenciado la muerte de Carter. Linda se une ayudarles a encontrar a Sarah. Ellos logran llegar al congelador y encuentran a Sarah muerta en la cámara de congelación. Frank abre el gas de un extintor de incendios para exponer a Sebastián, pero Sebastián lo mata con una palanca y apuñala a Matt con la misma palanca, pero no afecta sus órganos. Sebastián encierra a Linda y a Matt en el congelador, ajusta la temperatura de congelación, y se marcha para hacerlos morir de hipotermia.
Sebastián se pone su máscara de látex y su ropa, pasa mucho tiempo para asegurarse de que parece casi humano visible. Mientras tanto, Linda venda la herida poco profunda de Matt con cinta adhesiva y luego resuelve una manera de escapar del congelador; Linda construye un electroimán con un desfibrilador y otro material de laboratorio, y lo utiliza para abrir la puerta. Ella enciende un fuego para calentar a Matt y reúne las piezas necesarias para improvisar un lanzallamas.
Sebastián va al laboratorio y crea nitroglicerina para hacerlo estallar. Él pone el nitro en una centrifugadora, inicia un temporizador y destruye el teclado, por lo que no se puede detener. Justo cuando está entrando en el ascensor para salir Linda aparece y dispara el lanzallamas hacia a él, con lo cual su máscara de látex y ropa comienzan a quemarse, Sebastián apenas se las arregla para escapar de las llamas. Linda utiliza el lanzallamas para iniciar los rociadores de techo, para poder ver a Sebastián. Los dos luchan, y Sebastian estrangula a Linda, Matt aparece y golpea a Sebastián con la misma palanca con la que Sebastian lo apuñaló. Sebastián se levanta para golpearlo, y después de una batalla rápida, es electrocutado. En los cursos de electricidad a través de su cuerpo, Sebastián se representa parcialmente visible: los músculos, los huesos y los órganos se pueden ver, pero su piel y el cabello siguen siendo invisibles.
Linda y Matt encuentran el nitro a punto de estallar y deciden abandonar el laboratorio subiendo por el hueco del ascensor y el laboratorio estalla. Los dos intentan escapar cuando aparece Sebastián. Él lucha con Linda y le da un último beso por el bien de su exrelación antes de que finalmente Linda lo mate al golpear el soporte del cable suelto mientras ella se sujeta del cable del elevador, enviando a Sebastián al laboratorio en llamas. Finalmente, Linda y Matt logran salir y son atendidos por los paramédicos.

## Reparto
| Personaje         | Actor Original (EE. UU.) | Actor de voz (España) | Actor de voz (Hispanoamérica) | Actor de voz (Argentina) (Director's Cut) |
| ----------------- | ------------------------ | --------------------- | ----------------------------- | ----------------------------------------- |
| Linda             | Elisabeth Shue           | Ana Palleja           | Dulce Guerrero                | Mara Campanelli                           |
| Sebastian         | Kevin Bacon              | Pep Antón Muñoz       | Rolando de Castro             | Martín Gopar                              |
| Matthew           | Josh Brolin              | Armando Carreras      | Raúl Anaya                    | Adrián Wowczuk                            |
| Sarah             | Kim Dickens              | Joël Mulachs          | Cony Madera                   | Karin Zavala                              |
| Carter            | Greg Grunberg            | José Posada           | Ulises Maynardo Zavala        |                                           |
| Frank             | Joey Slotnick            | Alberto Mieza         | Arturo Mercado                |                                           |
| Janice            | Mary Jo Randle           | Montse Moreno         | Sarah Souza                   |                                           |
| Vecina            | Rhona Mitra              | Victoria Pagés        |                               |                                           |
| Dr. Howard Kramer | William Devane           | Miguel Ángel Jenner   | Raúl de la Fuente             | Gustavo Bonfigli                          |
| Ed, El Guardia    | Pablo Espinosa           |                       | Roberto Mendiola              |                                           |
| Niño en coche     | Jeffrey Scaperrotta      | Elisabet Bargalló     |                               |                                           |
| Niña en coche     | Sarah Bowles             | Michelle Jenner       |                               |                                           |

## Producción

### Desarrollo
A raíz del controvertido Starship Troopers (1997), Verhoeven quiso bajar el tono de los niveles de sexo y violencia en siguiente próxima película, con el objetivo de hacerla más «convencionalmente comercial». Aproximadamente $ 50 millones del presupuesto de $ 95 millones de la película se reservaron para el trabajo de efectos visuales, que fue trabajado principalmente por Sony Pictures Imageworks (SPI) y Tippett Studio. De los 560 tomas de efectos visuales en la película, aproximadamente dos tercios fueron trabajados por SPI y el tercero restante por Tippett Studio. Verhoeven también incluyó el guion gráfico de la mayor parte de la película, como lo había hecho con todas sus películas estadounidenses después de tener problemas para coordinar la acción de Flesh+Blood (1985).

### Película
La película fue rodada en orden cronológico, parcialmente debido a que el conjunto de laboratorio explotaba físicamente cerca del final de la historia, una secuencia que fue capturada por 14 cámaras (multicámara) en diferentes ángulos. La fotografía comenzó el 16 de abril de 1999. A las seis semanas de rodaje, Elisabeth Shue se rasgó su tendón de Aquiles, lo que paralizó la producción el 25 de junio por más de siete semanas. En un momento dado, los productores consideraron reemplazarla; sin embargo, la filmación se reanudó el 18 de agosto de 1999 hasta el 4 de febrero de 2000.
Fue una de las muy pocas películas a las que se permitió grabar frente a un edificio del Pentágono, y Verhoeven expresó su sorpresa por la aprobación del guion, debido a los temas del gobierno de Estados Unidos sobre la puesta en marcha de experimentos científicos, para hacer a los seres vivos invisibles. Muchas de las escenas del lugar se rodaron en (y alrededor de) Washington D. C., y se construyó un restaurante en un edificio con vistas al Capitolio de Estados Unidos. Las escenas de laboratorio fueron rodadas en los Sony Pictures Studios en Culver City, California; el hueco del ascensor utilizado en el clímax de la película se construyó al lado del estacionamiento del estudio.
Una cámara termográfica se empleó para las escenas que muestran animales "invisibles" (sobre todo Isabelle la gorila) o Sebastián siguiendo su transformación y el intento fallido de devolverle la visibilidad; la misma técnica se usó para los personajes cuando miran a través de gafas térmicas. Como Isabelle fue interpretada en parte por un hombre con un traje de gorila, los miembros del equipo tuvieron que permanecer de pie y calentar el traje con un secador de pelo para que la cámara térmica emulara con precisión el calor de un gorila real.
A pesar de las suposiciones de que Bacon no sería necesario en el set, excepto cuando se ve a su personaje Sebastian, Verhoeven y el equipo se dieron cuenta después de que se tomaron las imágenes de la prueba que tendría que estar presente para interactuar con el elenco, ya que "los otros actores quedaron varados en un espacio vacío, y las escenas parecían rígidas, inorgánicas y poco convincentes sin él". Guy Pearce y Edward Norton también fueron considerados para el papel de Sebastian antes de que Bacon fuera elegido, en parte por sus "habilidades de ser encantadores y diabólicos".

### Efectos especiales
Para lograr los efectos de Sebastian siendo invisible, Bacon fue removido digitalmente de las imágenes y cada escena fue filmada dos veces: una con los actores y otra sin ellos, para que el fondo se viera a través del cuerpo de Sebastian. El equipo usó una cámara de control de movimiento, para asegurar que se lograron los mismos movimientos y las tomas fueron entonces compuestas en posproducción. Para las escenas en las que Sebastian estaba delineado en humo, agua y sangre, Bacon usó un traje de látex, mascarilla, lentes de contacto y una placa dental, todas de un solo color; el verde se usaba para la sangre, el azul para el humo y el negro para el agua. El supervisor de efectos visuales Craig Hayes luego reemplazó a Bacon con un clon digital para formar un resumen de su desempeño. Para hacer que el clon se pareciera más a Bacon, se registró información sobre "todos los aspectos" de su cuerpo y se examinó la totalidad de su cuerpo, incluidos sus genitales, en una computadora. Esta presentación de efectos especiales aseguró a Hayes una nominación para un Premio Óscar de la Academia a los Mejores Efectos Visuales, pero perdió ante Gladiador.
Inspirado después de que su hija le compró libros sobre el tema de écorchés en La Specola en Florencia, Verhoeven reclutó como supervisor de efectos especiales a Scott Anderson para crear un modelo digital tridimensional del interior del cuerpo de Bacon, para crear la "escena de transformación" donde Sebastian se vuelve invisible. Un nuevo software de representación de volúmenes fue requerido para replicar en el interior del cuerpo de Bacon. La escena muestra a Sebastián desapareciendo en etapas; primero, su piel, seguido de sus músculos, órganos (incluyendo sus pulmones y corazón) y, finalmente, su esqueleto. Bacon detalló las complicaciones de su papel en un diario que mantenía mientras filmaba y creía que la "sensación de aislamiento, ira y sufrimiento" que sentía al usar la máscara y el traje del cuerpo ayudó a su desempeño.
La escena de un Sebastian invisible que violaba a una mujer en un apartamento vecino fue rodada en dos versiones, y la segunda la mostró gritando mientras la violaban. El primero se usó para las audiencias de vista previa, que reaccionaron con desdén, considerándolo "dolorosa" y sintiendo que lo había alejado de Sebastian demasiado pronto. A pesar de que eliminó ciertas tomas de la versión que calificó de "más fuerte [,] más áspera y al mismo tiempo más relevante [para Sebastian Caine]", Verhoeven no tuvo la intención de mostrar la violación, alegando que "una mujer violada por un hombre invisible lo haría parecer una tontería y eso es lo último que querríamos hacer. [...] No expresaría de ninguna manera la gravedad de la violencia en ese momento". En cualquier caso, fue la primera película de Verhoeven que no tuvo que volver a cortar y volver a presentar a la Motion Picture Association of America (MPAA) a fin de lograr una calificación R.

## Temas
El profesor de cine y literatura en la Universidad Estatal Politécnica de California Douglas Keesey escribió en su libro ilustrado sobre la vida y las películas de Verhoeven que la cámara a menudo adopta el punto de vista de Sebastian, "tentándonos a convertirnos en voyeurs junto con él, para despegar nuestra capacidad de ver sin ser visto ". Elisabeth Shue categorizó la película como una "historia de la naturaleza oscura y seductora del mal" y también señaló sus cualidades voyeristas. Verhoeven comentó: " Hollow Man  te guía de la mano y te lleva con Sebastian a comportamientos burlones, comportamientos traviesos y luego comportamientos realmente malos y, en última instancia, malignos. ¿En qué momento lo abandonas? Pienso cuando viola la mujer probablemente sea el momento en que la gente decida: 'Este no es exactamente mi tipo de héroe', aunque debo decir que muchos espectadores lo siguen más de lo que cabría esperar ".

## Banda Sonora
La banda sonora de "Hollow Man" fue compuesta por Jerry Goldsmith, su tercera colaboración con Verhoeven después de Total Recall (1990) y Basic Instinct (1992). Varèse Sarabande lo lanzó en CD el 25 de julio de 2000.
Filmtracks.com encontró que había dos motifs distintos: el "motivo de transición" de "golpe de bajos y una variedad de efectos electrónicos" que aumentan lentamente su ritmo y volumen a medida que progresan las escenas [de invisibilidad]", escuchadas en las escenas de "Isabelle Regresa" y "Esto es Ciencia"; y "enmarañados pianos y elementos de bajo ostinato que se escucharon en la persecución violenta en las escenas del "Ascensor" y "La Gran Subida". El sitio señaló "el piano palpitante, instrumentos de viento de madera, y el ritmo electrónico de Basic Instinct debajo de un serpenteante e incorpóreo tema para las Cuerdas no muy diferente a [The Haunting] ", y juzgó que los" estallidos de acción, especialmente con las baterías electrónicas y combos de sintetizador que "eran similares al uso por parte de Goldsmith de esos elementos en Total Recall. En general, el sitio consideró que el puntaje estaba "por encima", llamándolo "ensamblado a partir de otros puntajes de Goldsmith" y derivado mientras que citaba la primera y la segunda pistas como puntos destacados.

## Recepción

### Respuesta crítica
La película recibió críticas negativas. Rotten Tomatoes le da a la película desde 2019 una puntuación del 28% según 116 comentarios. El consenso del sitio dice: "A pesar de los impresionantes efectos especiales, Hollow Man no llega a otras películas dirigidas por Paul Verhoeven. Esta película con el tiempo se degenera en una película de terror típica". En Metacritic, la película mantiene una puntuación de 24 de 100 de 35 revisiones. Mientras que algunos críticos criticaron la trama y la actuación, algunos afirman que contiene sellos distintivos de películas slasher y matices misóginos, la mayoría de los críticos elogiaron los efectos visuales empleados para hacer que Kevin Bacon fuera invisible, lo que le valió a la película una nominación en los Premios de la Academia del 2001.
Las audiencias encuestadas por CinemaScore dieron a la película una calificación promedio de "C" en una escala de A + a F.
Roger Ebert le dio a la película 2 estrellas de 4, y se quejó de que Verhoeven desperdiciaba el potencial al tomar a un hombre invisible y no hacer nada más que hacerlo enloquecer. Mientras que en última instancia siente que la película es simplemente una película slasher con un truco de ciencia, Ebert elogió los efectos especiales, llamándolos "intrigantes" y "asombrosos".
Una revisión falsa atribuida a David Manning se reveló a finales de 2001 como un engaño, creado por Sony como una falsa publicidad para la película.
Verhoeven no estaba contento con la película. En 2013, comentó a The Hollywood Reporter,: "Decidí después de Hollow Man, ésta es una película, la primera película que hice que pensé que no debería haber hecho. Hice dinero y esto y aquello, pero ya no soy yo. Creo que muchas otras personas podrían haber hecho eso. No creo que mucha gente haya hecho "RoboCop" de esa manera, o cualquiera de las dos Starship Troopers. Pero Hollow Man, pensé que podría haber 20 directores en Hollywood que podrían haberlo hecho. Me sentí deprimido conmigo mismo después de 2002 ".

### Taquilla
A pesar de una respuesta negativa de los críticos, la película debutó en el número 1 con $ 26.4 millones en su primer fin de semana. Después de quince semanas de lanzamiento, Hollow Man había recaudado más de $ 73 millones en América del Norte y algo más de $ 117 millones en otros lugares, haciendo un total de $ 190 millones en todo el mundo y duplicando su presupuesto de producción de $ 95 millones. Fue el mayor éxito de Verhoeven desde Basic Instinct (1992).

## Estrenos
| País                                                                          | Fecha de estreno                   |
| ----------------------------------------------------------------------------- | ---------------------------------- |
| Alemania                                                                      | Jueves 12 de octubre de 2000       |
| Argentina                                                                     | Jueves 7 de septiembre de 2000     |
| Australia                                                                     | Jueves 24 de agosto de 2000        |
| Austria                                                                       | Viernes 13 de octubre de 2000      |
| Bélgica                                                                       | Miércoles 20 de septiembre de 2000 |
| Belice · Costa Rica · El Salvador · Guatemala · Honduras · Nicaragua · Panamá | Viernes 22 de septiembre de 2000   |
| Bolivia                                                                       | Jueves 28 de septiembre de 2000    |
| Brasil                                                                        | Jueves 29 de septiembre de 2000    |
| Bulgaria                                                                      | Viernes 3 de noviembre de 2000     |
| Chile                                                                         | Jueves 14 de septiembre de 2000    |
| Colombia                                                                      | Viernes 22 de septiembre de 2000   |
| Corea del Sur                                                                 | Sábado 2 de septiembre de 2000     |
| Croacia                                                                       | Jueves 5 de octubre de 2000        |
| Dinamarca                                                                     | Viernes 6 de octubre de 2000       |
| Ecuador                                                                       | Viernes 29 de septiembre de 2000   |
| Egipto                                                                        | Miércoles 13 de septiembre de 2000 |
| EAU                                                                           | Miércoles 4 de octubre de 2000     |
| Eslovenia                                                                     | Jueves 28 de septiembre de 2000    |
| España                                                                        | Viernes 1 de septiembre de 2000    |
| Estados Unidos · Canadá                                                       | Viernes 4 de agosto de 2000        |
| Estonia                                                                       | Viernes 29 de septiembre de 2000   |
| Filipinas                                                                     | Miércoles 13 de septiembre de 2000 |
| Finlandia                                                                     | Viernes 15 de septiembre de 2000   |
| Francia                                                                       | Miércoles 20 de septiembre de 2000 |

| País                         | Fecha de estreno                   |
| ---------------------------- | ---------------------------------- |
| Grecia                       | Viernes 29 de septiembre de 2000   |
| Hong Kong                    | Jueves 7 de septiembre de 2000     |
| Hungría                      | Jueves 21 de septiembre de 2000    |
| India                        | Viernes 24 de noviembre de 2000    |
| Indonesia                    | Miércoles 8 de noviembre de 2000   |
| Islandia                     | Viernes 22 de septiembre de 2000   |
| Israel                       | Jueves 7 de septiembre de 2000     |
| Italia                       | Viernes 13 de octubre de 2000      |
| Jamaica                      | Miércoles 13 de septiembre de 2000 |
| Japón                        | Sábado 14 de octubre de 2000       |
| Letonia                      | Viernes 20 de octubre de 2000      |
| Líbano                       | Jueves 5 de octubre de 2000        |
| Lituania                     | Viernes 6 de octubre de 2000       |
| Malasia                      | Jueves 7 de septiembre de 2000     |
| México                       | Viernes 15 de septiembre de 2000   |
| Noruega                      | Viernes 29 de septiembre de 2000   |
| Nueva Zelanda                | Jueves 31 de agosto de 2000        |
| Países Bajos                 | Jueves 24 de agosto de 2000        |
| Perú                         | Jueves 7 de septiembre de 2000     |
| Polonia                      | Viernes 8 de septiembre de 2000    |
| Portugal                     | Viernes 1 de septiembre de 2000    |
| Reino Unido Irlanda          | Viernes 29 de septiembre de 2000   |
| República Checa · Eslovaquia | Jueves 21 de septiembre de 2000    |
| República Dominicana         | Jueves 7 de septiembre de 2000     |
| Rumania                      | Viernes 29 de septiembre de 2000   |
| Rusia                        | Jueves 12 de octubre de 2000       |
| Singapur                     | Jueves 24 de agosto de 2000        |
| Sudáfrica                    | Viernes 8 de septiembre de 2000    |
| Suecia                       | Viernes 8 de septiembre de 2000    |
| Suiza                        | Miércoles 20 de septiembre de 2000 |
| Tailandia                    | Viernes 20 de octubre de 2000      |
| Taiwán                       | Sábado 26 de agosto de 2000        |
| Turquía                      | Viernes 8 de septiembre de 2000    |
| Uruguay                      | Viernes 8 de septiembre de 2000    |
| Venezuela                    | Miércoles 1 de noviembre de 2000   |

## Home media
Hollow Man fue lanzado en DVD y VHS en Norteamérica por Columbia TriStar Home Entertainment el 2 de enero de 2001. Se lanzó con su  pantalla panorámica teatral en relación de aspecto de 1.85: 1 e incluyó varias características especiales, incluidas dos comentarios de audio - una con Verhoeven, el escritor Andrew W. Marlowe y Kevin Bacon, y otro con el compositor Jerry Goldsmith y la partitura aislada de la película; un detrás de escenas de HBO llamado " Hollow Man : Anatomy of a Thriller"; 15 miniaturas sobre la realización de la película, varios detalles, storyboard de tomas de progreso con comentarios; tres escenas eliminadas con comentarios de Verhoeven; comparaciones de efectos visuales imagen en imagen del material en bruto con la escena final; biografías de reparto y equipo; un teaser y un tráiler teatral. En los años siguientes, se realizó una edición de lujo Superbit, así como una versión del director de la película, que restauró casi siete minutos de imágenes, principalmente cortes extendidos de escenas existentes, incluyendo Linda y Matthew en la cama, la escena de la violación, Sebastian matando al perro y las consecuencias de Sarah sospechando de Sebastian.
La única versión disponible de la película en Blu-ray es la versión del director, que se lanzó el 16 de octubre de 2007 con una resolución 1080p. Aunque carece de comentarios, restaura la mayoría de las otras características especiales Un paquete doble de DVD de dos discos que incluye la secuela independiente Hollow Man 2 también lanzada en 2006.